# آنیتا سروژینا
آنیتا سروژینا (اوکراینی: Аніта Серьогіна؛ زادهٔ ۱۶ ژانویهٔ ۱۹۹۰) کاراته‌کا اهل اوکراین و از شرکت‌کنندگان بازی‌های جهانی ۲۰۱۷ و مدال‌آوران بازی‌های اروپایی در کاراته است.